# Kalium-2-ethylhexanoat
Kalium-2-ethylhexanoat ist eine chemische Verbindung aus der Gruppe der Carbonsäuresalze.

## Gewinnung und Darstellung
Kalium-2-ethylhexanoat kann durch Neutralisation von 2-Ethylhexansäure mit Kalium-tert-butanolat in einem Lösemittelgemisch aus Methylenchlorid und Tetrahydrofuran oder mit Kaliumhydroxid gewonnen werden.
Ein elektrochemisches Verfahren zur Synthese von Metall-2-ethylhexanoaten im Allgemeinen ist die Reaktion von Metallen mit einer Reaktionsmischung aus 2-Ethylhexansäure, einem aliphatischen Alkohol und einem elektrisch leitenden Zusatzstoff. Unter der Einwirkung von elektrischem Strom in einem Elektrolyseur entsteht dabei das Produkt.

## Eigenschaften
Kalium-2-ethylhexanoat ist ein cremefarbener Feststoff, der schwer löslich in Wasser ist. Er zersetzt sich bei Erhitzung über ca. 350 °C.

## Verwendung
Kalium-2-ethylhexanoat kann als Trimerisationskatalysator für Isocyanate und bei der Herstellung von Arzneistoffen, wie Cephalosporinen, oder Clavulansäure verwendet werden.